# Félix Chevrier
Pour les articles homonymes, voir Chevrier.
Félix Chevrier, né le 25 août 1884 et mort le  20 novembre 1962, a été le secrétaire général de l'Œuvre de secours aux enfants (OSE), association à l'origine de la création des « maisons » de l'OSE en Creuse, puis il a été « administrateur général des colonies d'enfants, internats et pouponnières, chargé des rapports avec les autorités administratives et directeur de la colonie de Chabannes ».

## Biographie
Félix Chevrier est né à Épinal, le 25 août 1884. Il est le fils de Del Chevrier, manœuvre, né le 28 janvier 1842 à Fresse-sur-Moselle (88), décédé le 3 mars 1904 en son domicile, 12 chemin de Bellevue à Épinal et de Julie-Cécile Granferry, sans profession, née à Bruyères (88) le 14 juillet 1849.
D'abord aide-jardinier à Épinal, il quitte sa ville natale et devient porteur d'eau à Paris puis chauffeur-mécanicien. Cet autodidacte crée le syndicat de cette profession et devient administrateur de la Bourse du Travail. Ce grand syndicaliste est aussi journaliste. Il fonde en 1927 avec Martin de Briey, directeur-rédacteur en chef le journal mensuel "Le Vosgien" qui sert surtout de bulletin de liaison aux associassions des vosgiens de Paris.
C'est aussi un écrivain, un chansonnier et un compositeur. On lui doit entre autres : le chant des Vosgiens et l'hymne lorrain mais aussi "Ohé ! Peuple ! Debout" chant du Front populaire (musique de Paul Arma)
Le 19 février 1928, il se rend aux Archives de la parole où il rencontre l’ingénieur Pernot. Il va y lire un extrait du journal dont il est le directeur, « Le Vosgien » du 10 février de la même année : La communion de Mélanie de Louis Flot, dans un dialecte en partie fabriqué. Sa voix est gravée dans la cire.
Il est nommé secrétaire général du Comité d’entraide aux sinistrés du Nord et de l’Est (14-18) puis chargé de mission, en 1939, au cabinet de Marc Rucart, ministre de la santé publique (gouvernement Daladier du 12 avril 1938 au 11 mai 1939) chargé de l’assistance aux Israélites allemands et autrichiens internés pour cause de guerre. Cet homme au profil bonhomme, qui n’attire pas l’attention de l’occupant, va rendre encore des services à la Résistance, au contact de son neveu (le mari de sa nièce Marcelle) Marcel Déninger alias "le capitaine Durand".  Félix Chevrier est considéré comme un Juste parmi les nations depuis 1999.
Félix Chevrier fut président de l’Association fraternelle des journalistes et des écrivains, Premier vice-président, délégué de l’Association professionnelle de la presse républicaine, président d’honneur du Comité d’étude des questions d’Extrême-Orient, président d’honneur du Foyer de culture philosophique de la loge « Agni » du Grand Orient de France, vice-président de la Société d’entraide de la légion d’honneur de la section de Paris. Il sera décoré, le 21 janvier 1959, de la croix d’Officier de l’Étoile Brillante de la République de Chine (Taïwan). Félix Chevrier était Officier dans l’Ordre de la légion d’Honneur.
Il meurt à Champcueil en 1962, ses cendres furent dispersées au Jardin du souvenir du cimetière du Père-Lachaise à Paris.

## Historique
Pendant la Seconde Guerre mondiale, la Creuse a accueilli près de 3 000 personnes de confession juive dont 1 000 enfants. L'OSE avait loué ou acheté des châteaux afin d'héberger ces enfants juifs, en l'occurrence :
- Chaumont, près de Mainsat, sous la responsabilité de Lotte Schwarz.
- Le Masgelier, près de Grand-Bourg, dirigé par Jacques et Hélène Bloch. L'avocat Serge Klarsfeld et le comique Popeck y séjournèrent plusieurs mois.
- Chabannes, près de Saint-Pierre-de-Fursac accueillait 80 enfants[5] et dirigé par Félix Chevrier.